# 中華民國—希臘關係
中華民國與希臘王國於1929—1972年有官方外交關係，斷交後，中華民國政府在現今的希臘共和國設立具大使館功能的代表機構。

## 政治

### 外交

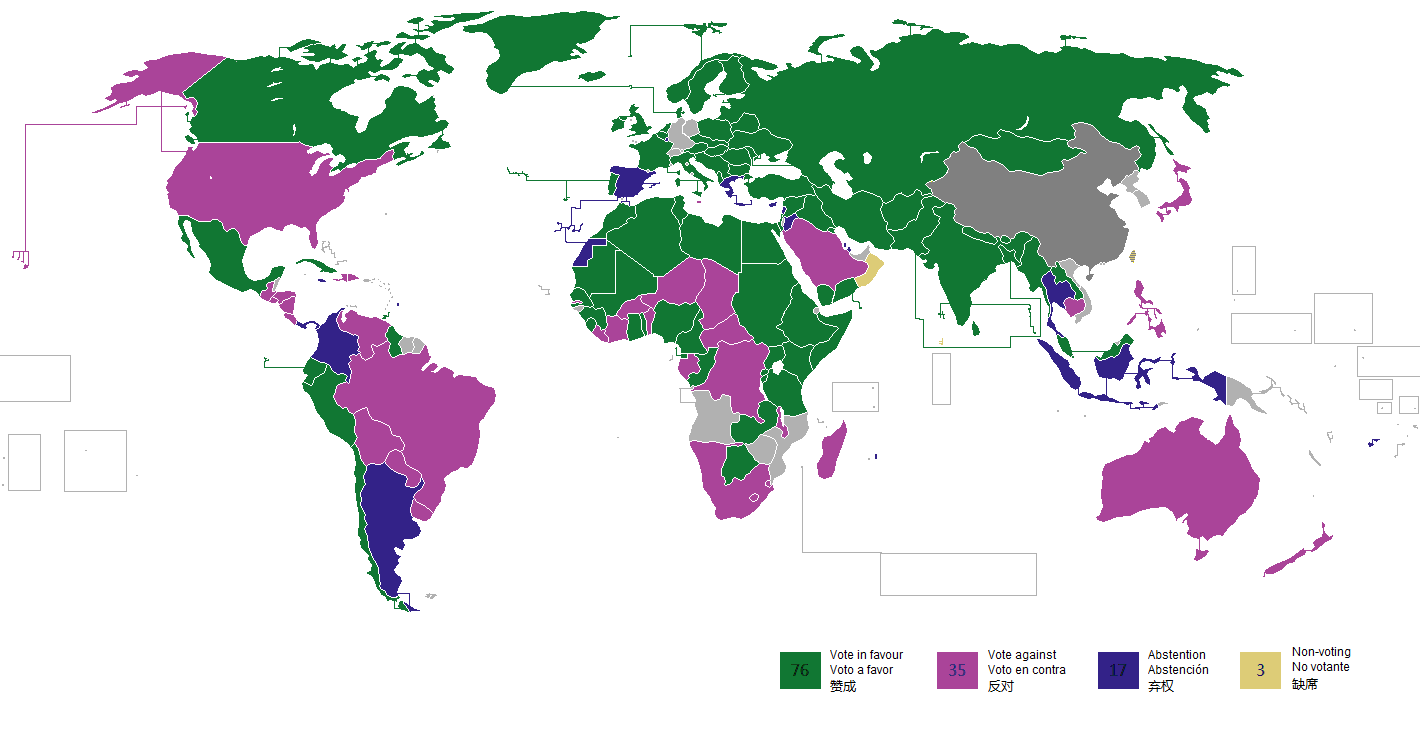
藍色國家表示在1971年的投票中對於中華民國續留聯合國一案棄權，即《聯合國大會2758號決議》，其中包括當時的希臘王國。

1929年9月30日，兩國簽署《中希通好條約》，建立公使級外交關係，但未互設公使館、互派公使。
1947年11月19日，建立大使級外交關係。於首都雅典設立中華民國駐希臘王國大使館、於首都南京設立希臘王國駐中華民國大使館，並互派大使。
1949年，中華民國政府遷台後，兩國繼續維持邦交，但希臘停派大使。
1957年3月22日，總統蔣中正獲希臘國王保羅一世頒授大十字救世主勳章。
1960年1月14日，希臘於首都臺北復設大使館。11月18日，首任駐華大使顧思達（Georgios Koustas）呈遞到任國書，:654但其後皆由駐日本大使兼任。同年2月，保羅一世之堂弟彼德親王访台，期间曾参观海軍左營基地。
1972年6月5日，與中華民國斷交。8日，關閉大使館。

#### 人員互訪（1997年至今）
僅列舉部分名單：
中華民國：總統夫人吳淑珍、考試院長許水德、立法院副院長江丙坤、經濟部長陳瑞隆、教育部長杜正勝、經濟部政務次長張昌邦、經濟部常務次長李樹久、施顏祥、外交部政務次長沈呂巡、外交部常務次長史亞平、僑務委員會委員長陳士魁、吳新興、大陸委員會主任委員夏立言、經濟部國際貿易局長張俊福、經濟部國際合作處長童益民、宜蘭縣議會議長陳文昌、台北市議會副議長李新。
2023年4月26日，中華民國前總統馬英九獲邀前往希臘德爾菲經濟論壇（Delphi Economic Forum）演講，先前論壇網站將馬英九的頭銜稱為「Former President of Taipei（台北前總統）」，經馬英九辦公室發表聲明，以及外交部協調後，網站已更改頭銜為「Former President（2008-2016） of Taiwan（台灣前總統）」。馬英九辦公室也強調，在收到論壇創辦人Symeon G. Tsomokos的邀請信中，是稱馬英九為總統，並完整寫出Republic of China（中華民國）。但26日再度將頭銜更改為「Former Leader of Taipei（台北前領導人）」。中華民國總統府表示，主辦單位以錯誤的稱謂來稱呼中華民國前元首，是極不恰當，更有失禮貌，應該立即改正錯誤。外交部也呼籲馬英九在未獲更正前，應審慎評估是否與會。行政院長陳建仁則表示，馬英九是中華民國前任總統，代表國家尊嚴與主權，主辦單位邀請使用不適當名稱，對馬英九是極大不禮貌與不尊重，也是對馬英九很大的考驗，當每個人看到主辦單位對其名稱改來改去時，自己認為絕大部分人會因此取消去演講。馬英九在出席論壇開幕式時，當面向應邀致詞的希臘總統薩克拉羅普盧以及論壇創辦人Symeon G. Tsomokos反應此事，希臘總統對此表示歉意（we are sorry about this），也會請主辦單位更正。馬英九辦公室亦指出，包括希臘總統與主辦單位，都稱呼其為「Mr. President（總統先生）」。但馬英九的頭銜最終是改為「Former President of the Kuomintang party - Chinese Taipei（中華台北國民黨前總統）」。
希臘：國會第四副議長卡薩羅斯（Katsaros）、憲法暨行政法院長潘喬志（George Panagiotopoulos）、教育暨宗教事務部秘書長瓦西拉科斯（Christos Vasilakos）、發展部國際經濟政策司長埃薩達克蒂洛斯（Nicholas Exadaktylos）、中馬其頓大區副省長西奧多里蒂斯（Theodoridis）、西馬其頓大區副省長Matthaios Kalaitzopoulos、克里特島大區副省長史寇爾達拉琪（Theano Vrentzou-Skordalaki）、科扎尼市長伊安尼迪斯（Eleftherios Ioannidis）、埃澤薩市長吉安努（Giannou）、雅典副市長鮑凱莉（Kelly Bourdara）。

### 代表機構
1973年1月6日，中華民國於雅典設立駐希臘遠東貿易中心。1990年12月28日，更名為具大使館功能的駐希臘臺北經濟文化辦事處（Taipei Economic and Cultural Office）。2003年4月11日，再更名為駐希臘臺北代表處（Taipei Representative Office in Greece）。是位於巴爾幹半島的唯一中華民國代表機構。
希臘沒有在中華民國設立代表機構，僅於1979年1月在台北設立希臘外貿促進組織名譽代表辦事處（Office of Representative A.H. Hellenic Organization for the Promotion of Exports）。

## 經濟

### 貿易
| 年分 | 貿易總額    | 貿易總額 | 貿易總額 | 出口至希臘  | 出口至希臘 | 出口至希臘 | 自希臘進口  | 自希臘進口 | 自希臘進口 | 順逆差  |
| 年分 | 金額        | 年增減   | 排名     | 金額        | 年增減     | 排名       | 金額        | 年增減     | 排名       | 順逆差  |
| ---- | ----------- | -------- | -------- | ----------- | ---------- | ---------- | ----------- | ---------- | ---------- | ------- |
| 2017 | 177,945,230 | ▼0.9%    | 72       | 153,933,694 | ▲17.2%     | 57         | 24,011,536  | ▼50.2%     | 94         | 順差▲   |
| 2018 | 280,988,318 | ▲57.9%   | 67       | 158,129,334 | ▲2.7%      | 59         | 122,858,984 | ▲411.7%    | 60         | 順差▼   |
| 2019 | 147,481,550 | ▼47.5%   | 76       | 124,309,354 | ▼21.4%     | 62         | 23,172,196  | ▼81.1%     | 95         | 順差▲   |
| 2020 | 228,592,282 | ▲55.0%   | 66       | 122,821,420 | ▼1.2%      | 58         | 105,770,862 | ▲356.5%    | 65         | 順差▼   |
| 2021 | 206,125,306 | ▼9.8%    | 74       | 132,084,238 | ▲7.5%      | 62         | 74,041,068  | ▼30.0%     | 85         | 順差▲   |
| 2022 | 214,825,660 | ▲4.2%    | 77       | 157,459,076 | ▲19.2%     | 62         | 57,366,584  | ▼22.5%     | 85         | 順差▲   |
| 2023 | 259,132,032 | ▲20.6%   | 68       | 211,591,533 | ▲34.4%     | 53         | 47,540,499  | ▼17.1%     | 86         | 順差▲   |
| 2024 | 363,707,709 | ▲40.4%   | 60       | 176,678,236 | ▼16.5%     | 51         | 187,029,473 | ▲293.4%    | 58         | 逆差 -- |

2023年的兩國貿易項目如下：

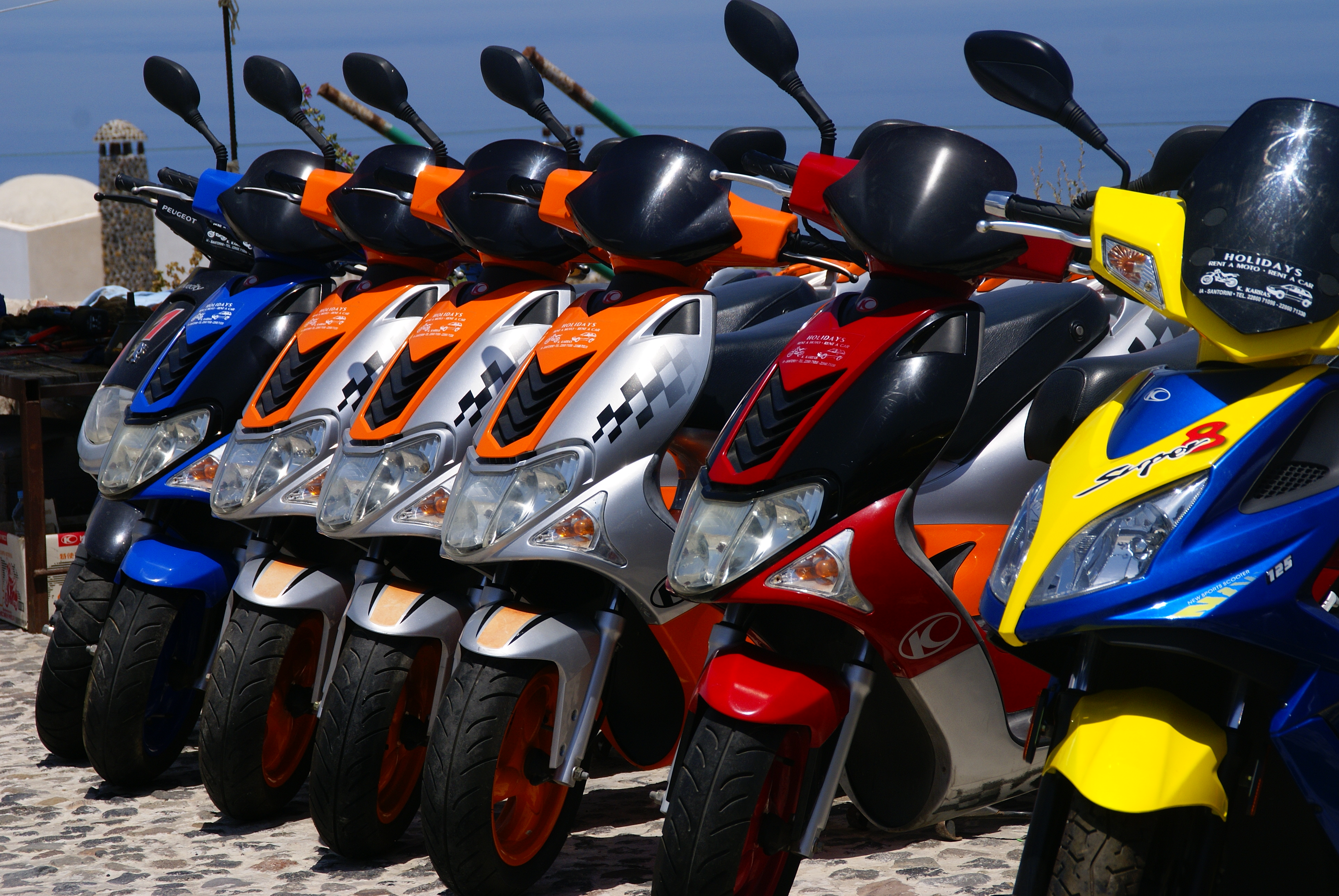
希臘度假勝地聖托里尼上的臺灣KYMCO機車

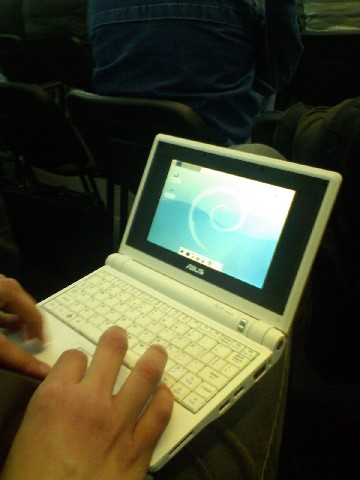
希臘開放軟體大會（FOSSCOMM）中所使用的臺灣品牌華碩Eee PC筆記型電腦

出口至希臘的前10大項目為：機器腳踏車與腳踏車裝有輔助動力者、邊車；铝製品；經護面、鍍面或塗面之铁或非合金鋼扁軋製品；機動車輛所用之零件與附件；熱軋之鐵或非合金鋼扁軋製品；腳踏車或機動車輛用之電氣照明或信號設備、擋風板刮刷器、去霜或去霧器；苯乙烯之聚合物；鋼鐵製螺釘、螺栓、螺帽、螺旋鈎、車用螺釘、鉚釘、橫梢、開口梢、墊圈與類似製品；紙漿、纸或纸板製品製造機；其他塑料製品與特定材料制成品等。
自希臘進口的前10大項目為：醫藥製劑；烟叶；美容或化粧用品與保養品；未經化學改質之橄欖油及其餾分物；鋁廢料與碎屑；大理石、石灰華、石灰石與其他石灰質紀念碑用或建築用石以及雪花石膏；特殊物品，含進口未超過5萬新臺幣之小額報單與其他零星物品；一般或競技運動、戶外遊戲用物品與設備、游泳池與袖珍游泳池；計量或檢查用儀器與器具、定型投影機；鋁箔等。

### 投資
根據中華民國經濟部投資審議司資料，截至2022年，尚無臺商前往希臘投資統計。臺灣的喬山健康科技、陽明海運在希臘設立子公司，長榮海運與原代理商設立合資公司，經營東地中海地區業務。萬海航運、宏碁、華碩、宏達國際電子、捷安特、美利達、光陽工業、三陽工業等公司均委由代理商處理業務，且均為希臘籍人士，另有归化希臘的臺灣人經營旅行社。2016年3月，成立希臘臺灣商會。截至2022年，定居希臘的臺灣人約30餘人，並組成希臘華人聯誼會。
根據中華民國經濟部投資審議司統計，截至2022年，希臘前往臺灣投資金額約1,361萬7,000美元，計有8件。主要投資業別：資訊與通訊傳播業、電力設備製造業。Intralot在臺成立樂富資訊與臺灣中國信託商業銀行合作經營台灣彩券的資訊系統建置與維護。

### 會展
2009年－2010年，中華民國國際經濟合作協會（國經協會）與希臘企業聯盟（Hellenic Federation of Enterprises）在雅典舉辦「臺希經濟合作會議」。
2016年9月21日，「第32屆西馬其頓大區工、商暨農業展」以中華民國為榮譽主題國，並舉行臺希貿易洽談會。

## 司法

### 犯罪事件
2016年7月21日，希臘警方破獲電信賭博犯罪集團，共逮捕120名台灣人、3至4名希臘人。中華民國外交部指示駐希臘代表處密切與希臘警方聯繫、確保嫌犯司法權益。外交部並表示，其暫時拘留在希臘警政署總部，待完成偵查報告後，會移送地檢署偵辦，屆時將裁定是否羈押或交保候傳。若日後中華民國籍犯嫌被希臘裁定驅逐出境，則爭取遣返台灣受審，而非送至中國大陸。

## 協定
| 日期           | 簽署                                                                    | 備註     |
| -------------- | ----------------------------------------------------------------------- | -------- |
| 1929年9月30日  | 《中希通好條約》                                                        |          |
| 1957年11月30日 | 《中希貿易協定》                                                        | [ 註 3 ] |
| 1970年11月2日  | 《中華民國政府與希臘王國政府相互保護專利及商標協定換文》                |          |
| 1971年3月4日   | 《中華民國與希臘王國間文化專約》                                        |          |
| 1997年         | 《臺灣省進出口商業同業公會聯合會與比瑞雅商業代理協會合作協議》          |          |
| 2001年1月      | 《中華民國工商協進會與希臘商業總會合作協議書》                          |          |
| 2003年7月      | 《台北市進出口商業同業公會與雅典商工會經濟合作備忘錄》                  | [ 註 4 ] |
| 2012年2月      | 《中華民國國際經濟合作協會與希臘商業總會合作備忘錄》                    |          |
| 2017年2月10日  | 《世台聯合基金會與Marianna V. Vardinoyannis基金會人道援助合作諒解備忘錄》 | [ 18 ]   |
| 2017年6月26日  | 《中華民國對外貿易發展協會與北希臘工業聯盟經濟合作備忘錄》              | [ 18 ]   |
| 2017年9月1日   | 《臺北市進出口商業同業公會與雅典商工會備忘錄》                          |          |

## 簽證

持中華民國護照的中華民國國民簽證要求分布圖：入境希臘可以「申根區免簽證」。

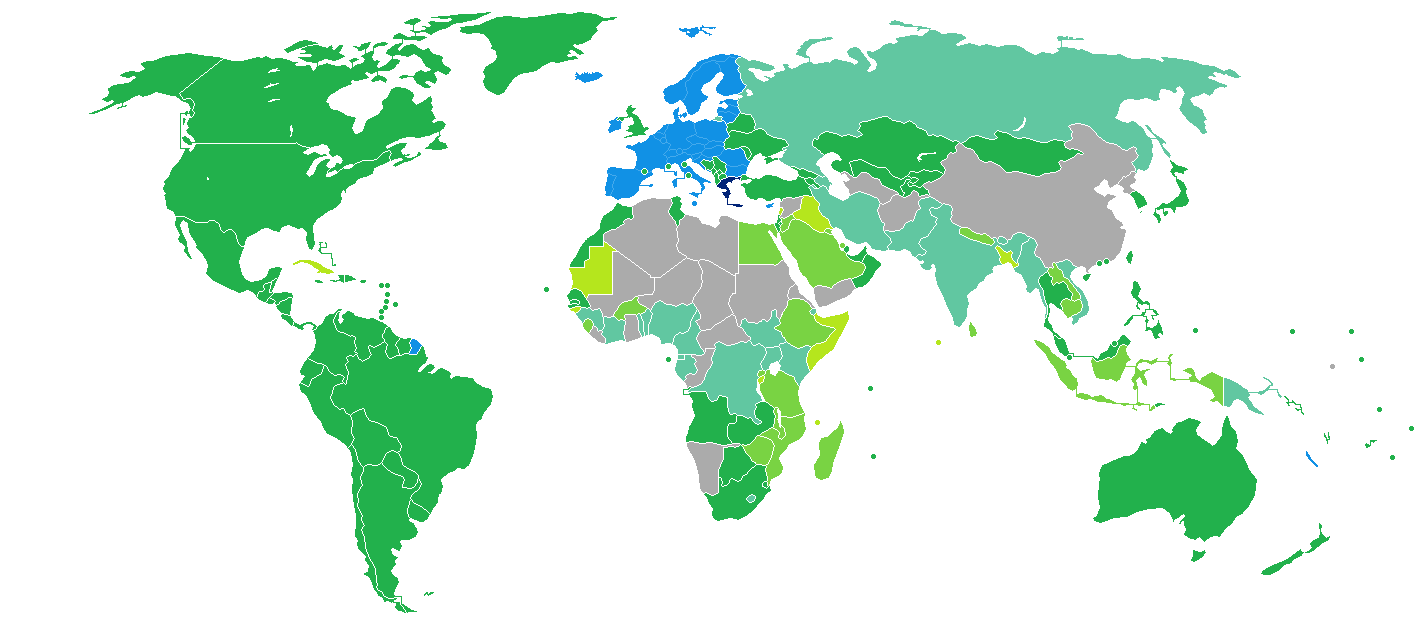
持歐盟的希臘護照之希臘國民簽證要求分布圖：入境中華民國可以免簽證。

歐洲申根區給予持有載明身分證字號的中華民國護照之中華民國國民可以申根區免簽證入境，停留日數與申根區合併計算，每6個月期間內總計可停留90天。經希臘轉機至申根區亦可免簽證。
希臘國民持有歐盟護照者也可以免簽證的方式入境中華民國，停留最多90天。

## 交通

### 航空

#### 客運
兩國無直航班機，可經由（不計航點遠近，截至2023年7月9日）：
- 臺北松山→上海-浦東，再轉機前往希臘的國際機場（英语：List of airports in Greece）。
- 臺北桃園→北京-首都、上海-浦東、首爾-仁川（*季節性包機飛希臘）、新加坡、杜拜、伊斯坦堡、倫敦、巴黎、羅馬、米蘭、慕尼黑、法蘭克福、阿姆斯特丹、維也納、布拉格（2023年7月18日開航臺北桃園）、紐約、芝加哥（**季節性飛希臘）、多倫多**→希臘。
- 臺中→首爾-仁川*[註 5]→希臘。
- 高雄→北京-首都、上海-浦東、首爾-仁川*、新加坡→希臘。
- 花蓮→首爾-仁川*（包機飛花蓮）→希臘。

### 駕車
持有中華民國汽車駕駛執照與國際駕駛執照可在希臘駕車。

## 外部連結
- 中華民國外交部－希臘共和國簡介 （页面存档备份，存于）
- 駐希臘台北代表處（Facebook、Twitter）
- 外交部領事事務局－國外旅遊警示分級表
- 中華民國衛生福利部－國際旅遊疫情建議等級
- 中華民國國際經濟合作協會 （页面存档备份，存于）